# UBT Ocean
Die UBT Ocean ist der ehemalige Name eines Tankers der norwegischen Reederei Brøvigtank. Das Schiff wurde im März 2010 von somalischen Piraten gekapert und nach gut vier Monaten wieder freigelassen.
Das Schiff wurde mehrfach verkauft und umbenannt. Seit August 2022 ist es als ATA Voyager in Fahrt.

## Geschichte
Das Schiff wurde 2009 bei Zhejiang Dongfang Shipbuilding in Yueqing gebaut. Eigner der zunächst unter der Flagge der Marshallinseln fahrenden UBT Ocean war die Ugland Brøvig Tankers (UBT) aus Singapur, Betreibergesellschaft die Nautictank Pte. Ltd. ebenfalls aus Singapur.
Die UBT Ocean wurde am 5. März 2010 um 6:39 Uhr UTC von somalischen Piraten vor der Küste Madagaskars bei 9° S, 44° O in ihre Gewalt gebracht. Der Tanker nahm nach Angaben der Reederei Brøvigtank Kurs auf Somalia. Die norwegische Nachrichtenagentur Norsk Telegrambyrå teilte mit, dass das Schiff mit 21 aus Myanmar stammenden Besatzungsmitgliedern und einer Ladung Schweröl auf dem Weg von Fudschaira in den Vereinigten Arabischen Emiraten nach Daressalam in Tansania war. Über die Fahrt des Tankers war das Maritime Sicherheitszentrum am Horn von Afrika (MSC-HOA) laut Reederei nicht informiert, weil er über 1000 Seemeilen südlich des Horns von Afrika fuhr. Laut einer Meldung der EU NAVFOR Somalia traf das Schiff am 9. März 2010 in der Nähe des Piratennestes Harardheere ein.
Die Seeräuber entließen das Schiff am 20. Juli 2010 wieder aus ihrer Gewalt. Ein Pirat, der sich selbst Hassan nannte, sagte der Agentur Reuters am Telefon, dass sie vier Millionen US-Dollar Lösegeld bekommen hätten. Eine unabhängige Überprüfung dieser Angabe ist nicht möglich.
Das Schiff wurde mehrfach verkauft und umbenannt. Im März 2013 wurde es in Golden Avenue umbenannt. Von Ende 2018 bis Ende 2020 hieß es GS Avenue, anschließend SG Bahari. Seit August 2022 heißt der Tanker ATA Voyager und fährt unter der Flagge Panamas.